# Antoni Wąsik
Antoni Wąsik (ur. 24 lutego 1886 w Warszawie, zm. 19 maja 1956) – polski działacz socjalistyczny i związkowy. Zesłaniec syberyjski i więzień stalinowski. Ojciec działacza PPS na emigracji Stanisława Wąsika.

## Życiorys
Urodził się 24 lutego 1886 w Warszawie, w rodzinie Teodora i Teofili z Waśkiewiczów. Od 1904 członek Polskiej Partii Socjalistycznej. W 1905 jako uczeń organizował strajk szkolny w Gimnazjum Praskim w Warszawie. Skazany na zesłanie na Syberię, na którym przebywał od 1907 do 1911. W Tobolsku zdał egzamin maturalny. Od 1911 pracował w Odessie, m.in. jako sekretarz Rady Zjazdów Przedstawicieli Przemysłu i Handlu Południowej Rosji, sekretarz następnie wiceprzewodniczący Rady do Spraw Obrony Państwa na okręg odeski. W okresie I wojny światowej działał w PPS Lewicy w Odessie. Uczestnik rewolucji lutowej 1917, został wybrany członkiem rady miejskiej w Odessie. Powrócił do kraju w lutym 1923. W okresie międzywojennym działacz PPS, członek komitetu dzielnicowego Praga, po 1928 członek i wiceprzewodniczący okręgowego komitetu robotniczego PPS w Warszawie. Członek Rady Naczelnej PPS od 1928 do 1934 oraz od 1937.
Działacz związkowy, sekretarz generalny Związku Robotników Przemysłu Spożywczego w Polsce, a od 1929 do 1937 jednocześnie przewodniczący związku. Od 1929 do 1939 członek Wydziału Wykonawczego Komisji Centralnej Związków Zawodowych. W 1938 był członkiem Rady Nadzorczej Warszawskiej Spółdzielni Mieszkaniowej. W okresie 1939–1945 członek PPS-WRN, kierował Komitetem ds.związków zawodowych. Od 1945 r. współpracownik Kazimierza Pużaka. 6 lipca 1946 został aresztowany pod zarzutami współpracy z oddziałami zbrojnymi Mariana Bernaciaka „Orlika”. Wiceminister bezpieczeństwa Henryk Wachowicz (członek „lubelskiej” PPS) korzystając z nieobecności ministra Stanisława Radkiewicza wypuścił Wąsika z więzienia. Po kilku godzinach Radkiewicz uchylił tę decyzję ponownie aresztując Wąsika. W październiku 1946, Wąsik został skazany przez Najwyższy Sąd Wojskowy na 6 lat więzienia. W kwietniu 1948 na polecenie gen. Romana Romkowskiego oraz płk. Józefa Różańskiego został zwolniony z więzienia „ze względu na zły stan zdrowia”.
Zmarł 19 maja 1956. Pochowani na cmentarzu Bródnowskim (kwatera 112H-2-24).

## Odznaczenia
- Medal Niepodległości (16 marca 1937)[10]